# 根納季烏斯二世
根納季烏斯二世（希臘語：Γεννάδιος Β'；約1400年—1473年），全名根納季烏斯·斯诃拉里奧斯。俗家名格奥尔吉奥斯·庫爾泰西奧斯·斯诃拉里奧斯（希臘語：Γεώργιος Κουρτέσιος Σχολάριος）。神學家、哲學家。1454年至1464年擔任君士坦丁堡普世牧首，是东罗马帝国灭亡后、奥斯曼帝国首任普世牧首。拜占庭學術最後的代表性人物之一。他也是東方教會中強烈推崇亞里士多德哲學的人。

## 經歷
1453年6月1日，君士坦丁堡陷落三日之後，根納季烏斯被穆罕默德二世任命為普世牧首。這主要是出於平息東羅馬貴族的情緒。考慮到他們可能向西方世界請求援助，穆罕穆德二世決定挑選一位正教會中最為反對天主教的人物來擔任普世牧首，由此將奧斯曼統治下的希臘人聯合起來。而這一人物正是根納季烏斯。
穆罕默德二世亲自造访了牧首，并在基督教这一课题上与他进行了深入的交谈。在苏丹的要求下，根納季乌斯撰写了著作《宣信书》，该书随即被翻译为阿拉伯语及奥斯曼土耳其语。
由於圣索菲亞大教堂已經被佔領，根納季烏斯移駐至圣使徒教堂。三年後圣使徒教堂因失修被毀，他又移至帕玛卡里斯托斯教堂行使職權。東羅馬滅亡後，所有希臘裔人民被劃分為羅姆米利特。而真納迪烏斯則被指派為羅姆米利特的首領。由此普世牧首變成了奧斯曼帝國政府中既有行政權力，又有宗教權力的職位。
根納季烏斯並不滿意自己的職位。他曾經至少兩次嘗試退位。1456年，他宣佈退休，主要原因是他對奧斯曼帝國處理基督教問題不滿，儘管當時穆罕穆德二世治下對於基督徒相當寬容，於是部分學者認為其中仍有隱情。
普世牧首伊西多罗二世在任时的混乱导致了根納季乌斯之后的两次复出并领导奥斯曼帝国的基督徒（1463年4月至6月，1464年秋至1465年），随后他退隐至塞雷的施洗者伊望修道院。在著述中度过了余生。1473年，真纳迪乌斯去世。